# DRYOS
DRYOS – system operacyjny czasu rzeczywistego (RTOS) używany w aparatach fotograficznych firmy Canon.

Pod koniec 2007 roku zastąpił VxWorks stosowany w aparatach DIGIC II i DIGIC III.

## Urządzenia wykorzystujące DRYOS
- Canon PowerShot SX1 IS
- Canon PowerShot SX10 IS
- Canon PowerShot SX20 IS
- Canon PowerShot SX30 IS
- Canon PowerShot SX40 HS
- Canon PowerShot SX50 HS
- Canon PowerShot SX60 HS
- Canon PowerShot S5 IS
- Canon PowerShot S90
- Canon PowerShot S95
- Canon PowerShot G9
- Canon PowerShot G10
- Canon PowerShot G11
- Canon PowerShot G12
- Canon PowerShot A470
- Canon PowerShot A480
- Canon PowerShot A580
- Canon PowerShot A590 IS
- Canon PowerShot A650 IS
- Canon PowerShot A720 IS
- Canon PowerShot A810
- Canon PowerShot A1100 IS
- Canon PowerShot A2200 IS
- Canon PowerShot A2300 IS
- Canon PowerShot A3000 IS
- Canon PowerShot A3100 IS
- Canon PowerShot SD1100 IS
- Canon PowerShot SX100 IS
- Canon PowerShot SX110 IS
- Canon PowerShot SX120 IS
- Canon PowerShot SX130 IS
- Canon PowerShot SX160 IS
- Canon PowerShot SX200 IS
- Canon PowerShot SX230 IS
- Canon PowerShot SX230 HS
- Canon PowerShot SD780 IS
- Canon PowerShot SD880 IS
- Canon PowerShot SD990 IS (IXUS 980 IS)
- Canon Powershot ELPH100 HS (IXUS 115 HS)
- Canon EOS 5D Mark II
- Canon EOS 5D Mark III
- Canon EOS 6D
- Canon EOS 50D
- Canon EOS 100D
- Canon EOS 500D
- Canon EOS 550D
- Canon EOS 600D
- Canon EOS 650D
- Canon EOS 700D
- Canon EOS 750D
- Canon EOS 1100D
- Canon EOS 1200D
- Canon EOS 1300D
- Canon EOS 7D
- Canon EOS 7D Mark II
- Canon EOS 60D
- Canon EOS M
- Canon EOS M2
- Canon EOS M3
- Canon EOS M10
- Canon EOS M50
- Canon EOS M100